# Amroth (pays de Galles)
 (juin 2018).
Si vous disposez d'ouvrages ou d'articles de référence ou si vous connaissez des sites web de qualité traitant du thème abordé ici, merci de compléter l'article en donnant les références utiles à sa vérifiabilité et en les liant à la section « Notes et références ».
Pour les articles homonymes, voir Amroth.
Amroth est une communauté du pays de Galles, au Royaume-Uni, située dans le comté du Pembrokeshire. Située à 11 km au nord-est de Tenby, elle est connue pour la longue plage de sable. Elle est située au début du chemin côtière de Pembrokeshire. 
Le nom est issu du gallois et probablement signifie "sur (le ruisseau qui s'appelle) Rhath".

## Population
Le nombre total de résidents sont 251. 